# شاشة حاسوب

أيقونة لشاشة حاسوب

شاشة عرض مسطحة (FPD)

شاشة العرض هي وسيلة عرض مخرجات الحاسوب، وتعتبر الشاشة من مكونات الحاسوب الهامة التي ينبغي تواجدها عند التعامل مع الحاسوب.
تقاس شاشات العرض عادة قُطريًا حتى يتم تضمين معلومات الطول والعرض.

## أنواع شاشات العرض
- الشاشة من النوع CRT
- الشاشة من النوع LCD

وشاشه البلازما من أفضل أنواع الشاشات

### أنبوب أشعة الكاثود
شاشات العرض CRT حيث أنها اختصار لـ Cathode Ray Tube وتعني أنبوب أشعة الكاثود. تستخدم في معظم أجهزة التلفاز، وجدت منذ 60 سنة تقريبًا. وخلال هذه المدة الطويلة فإن تقنيات العمل التي تتبعها لم تتغير كثيرًا.
فكرة عملها الأساسية هي انطلاق الإلكترونات من خلف الشاشة إلى أن تصل إلى سطح العرض المبطن بطبقة من مادة الفسفور، شدة الانطلاق يسبب أشعاعات مختلفة لكترونات المندفعة، شعاع الإلكترون هذا يمر خلال سلسلة من طبقات مغناطيسية متينة والتي بدورها وضعت بطريقة تسمح لها بتوجيه الإشعاع إلى أماكن مختلفة في سطح العرض، فحينما تصل هذه الإشعاعات إلى زجاج سطح العرض تصطدم بطبقة الفسفور الموجودة عليها مسببة نقطة متوهجة مؤقتًا، كل نقطة تمثل بكسل واحد في شاشة العرض ، عندما تسخن الشاشة فإن مدفع الإلكترونات يطلق كمية الإلكترونات السريعة جدا والتي تطلق على الطرف الآخر من الأنبوبة ويقوم كل من متحكم البؤرة ولولب الانحراف بتوجيه الحزمة الإلكترونية إلى نقطة محددة على الشاشة الفسفورية وعندما تصطدم الحزمة بالفسفور فإن الفسفور يتوهج وينبغي أن يكون هناك توافق بين مدة توهج الشاشة وبين تردد المسح حتى تعرض الصورة بشكل جيد وتتحرك حزمة الإلكترونات بسرعة كبيرة حتى تمسح الشاشة من الشمال إلى اليمين في شكل خطوط من أعلى إلى أسفل في شكل حزمة تسمى Raser و أثناء عملية المسح فإن الحزمة تصطدم بالفسفور وذلك لعرض الصورة على الشاشة وتختلف الحزم عن بعضها في مقدار الشدة وذلك لكي تنتج مستويات مختلفة من التوهج.
إن دقة التحكم بالجهد الكهربائي لكل إلكترون تسمح بتوهج البقعة التي يسببها في السطح توهجًا ساطعًا أو أقل سطوعًا مما يعطي اللونين الأبيض والأسود. قديمًا: كان التلفاز الأبيض والأسود يحتوي على مدفع واحد للإلكترونات وطبقة واحدة من الفسفور، بعد ذلك أضيفت عدة مدافع في شاشات العرض من هذا النوع حتى أن طبقات الفسفور أصبحت تلون بنقط متقطعة ومنفصلة.
تكون الشاشات من النوع CRT إما أحادية اللون Monochrome أو ملونة يصل العدد الإجمالي للألوان إلى 16 مليون لون و معظم شاشات العرض لها معدل تحديث أو تردد مسح عامودي مثالي حوالي 70 هيرتز وهذا يعني أن الشاشة يعاد تكوينها 70 مرة في الثانية
تلفزيون LCD في المنزل مع بعض بلاي ستيشن 3 وغيرها من معدات أجهزة تلفزيون LCD إنتاج صورة سوداء وملونة بشكل انتقائي من خلال تصفية الضوء الأبيض. وتقدم عادة على ضوء سلسلة من المصابيح فلورسنت (مصابيح الكاثود البارد الفلورية) في الجزء الخلفي من الشاشة، على الرغم من بعض العروض استخدام المصابيح البيضاء أو الملونة بدلا من ذلك. الملايين من مصاريع LCD الفردية، مرتبة في الشبكة، فتح وإغلاق للسماح كمية من أجهزة الاستنشاق الضوء الأبيض من خلال. يقترن كل مصراع مع فلتر الملونة لإزالة كافة ولكن الأحمر والأخضر أو الأزرق (RGB) جزء من الضوء من مصدر الأبيض الأصلي. كل زوج مصراع مرشح واحد يشكل الفرعي بكسل. بكسل فرعية صغيرة جدا لدرجة أنه عند عرض الشاشة من على مسافة قصيرة حتى ومزج الألوان الفردية معا لإنتاج بقعة واحدة من اللون، بكسل. يتم التحكم في الظل من لون عن طريق تغيير كثافة النسبية للمرور الضوء من خلال بكسل فرعية.
البلورات السائلة تشمل مجموعة واسعة من البوليمرات على شكل قضيب (عادة) التي تشكل بطبيعة الحال إلى طبقات رقيقة، بدلًا من محاذاة أكثر عشوائية من السائل العادي. بعض هذه، بلورات سائلة خيطي، وتبين أيضًا تأثير المحاذاة بين الطبقات. يمكن تعيين اتجاه معين من محاذاة الكريستال السائل خيطي بوضعه على اتصال مع طبقة المحاذاة أو مدير، والتي هي في الأساس مادة مع الأخاديد المجهرية في ذلك. عند وضعه على مدير، فإن طبقة على اتصال ينضم إلى الأخاديد، وطبقات أعلاه محاذاة في وقت لاحق أنفسهم مع طبقات أدناه، مع الأخذ المواد السائبة على محاذاة المخرج. في حالة وجود LCD، ويستخدم هذا التأثير عن طريق استخدام اثنين من المديرين ترتيب بزاوية قائمة وضعت قريبة من بعضها البعض مع الكريستال السائل بينهما. هذا يفرض على طبقات صوتها في اتجاهين، وخلق بنية الملتوية مع كل طبقة الانحياز في زاوية مختلفة قليلا لتلك على أي من الجانبين.

### بلازما
البلازما هي الحالة الرابعة للمادة، فكلنا نعلم أن للمادة ثلاث حالات هي الصلبة Solid State، والسائلة Liquid والغازية Gas أما البلازما فهي الحالة المتأينة Ionized State، وتتميز شاشات البلازما بصغر سمكها لا يزيد عن 10 سم ودرجة وضوح عالية جداً High Resolution مقارنة بالأنواع سالفة الذكر، وتعتبر جامعة أليونيز في الولايات المتحدة هي أول من قام بعمل تلك الشاشة، وتجمع هذه الشاشة تقنية الشاشات CRT والشاشات LCD وتستخدم الأشعة فوق البنفسجية في عملها Ultaviolet